# Fireteam 2200
Fireteam 2200 est un jeu vidéo de type wargame conçu par Dave Nielsen et publié par RAW Entertainment aux États-Unis sur Amiga et IBM PC en 1990. Le jeu se déroule au XXIIIe siècle alors que le monde est dominé par de grandes entreprises qui exploitent les ressources de la planète. Le joueur dirige une faction de mercenaire recruté par l’une d’elles pour défendre ses intérêts contre les attaques de ses concurrents et d’extraterrestres. Le jeu consiste en une succession de missions lors desquelles le joueur obtient des récompenses qui lui permettent de recruter de nouveaux soldats et d’acquérir des armes et des véhicules (tanks, hélicoptères, aéroglisseur…) afin d’améliorer l’efficacité de sa force d’intervention. Lors des missions, le joueur ne commande pas directement ses unités (en dehors du véhicule de commandement) mais leur donne des objectifs généraux par l’intermédiaire d’officiers,. 

## Accueil
| Fireteam 2200 |      |       |
| Média         | Pays | Notes |
| Amiga Action  | GB   | 70 %  |
| Amiga Format  | GB   | 55 %  |
| Amiga Power   | GB   | 31 %  |